# کریسپانو
کریسپانو (به ایتالیایی: Crispano) یک کومونه در ایتالیا است که در استان ناپل واقع شده‌است.

## خصوصیات
کریسپانو ۲٫۳ کیلومترمربع مساحت و ۱۲٬۳۶۸ نفر جمعیت دارد و ۳۷ متر بالاتر از سطح دریا واقع شده‌است.